# ジャン・ガスパーレ・ナポリターノ
ジャン・ガスパーレ・ナポリターノ（Gian Gaspare Napolitano 1907年4月30日-1966年1月5日）はイタリアの映画監督である。

## 人物
ドキュメンタリー映画で、1953年の「緑の魔境」でカンヌ国際映画祭及びベルリン国際映画祭で受賞し、世界的注目を浴びる。ジャングルの奥地へ入ったり、未開の地への取材など風習、奇習を紹介する場面もあるものの、のちに大流行したモンド映画とは違い真面目に作られており、権威のある映画祭で受賞していることでも一線を画す。とはいえ、これがヤコッペティをはじめとするモンド映画に影響を与えたというのは多分にある。

## 代表作
- 緑の魔境 (1953)
- 青い大陸 Sesto continente (1954) 編集監督
- 太陽の帝国 L'impero del sole (1956) ナレーションのみ
- 南海の楽園 Il Paradiso Del Sud-mare (1963)